# تاريخ اليهود في جنوب إفريقيا

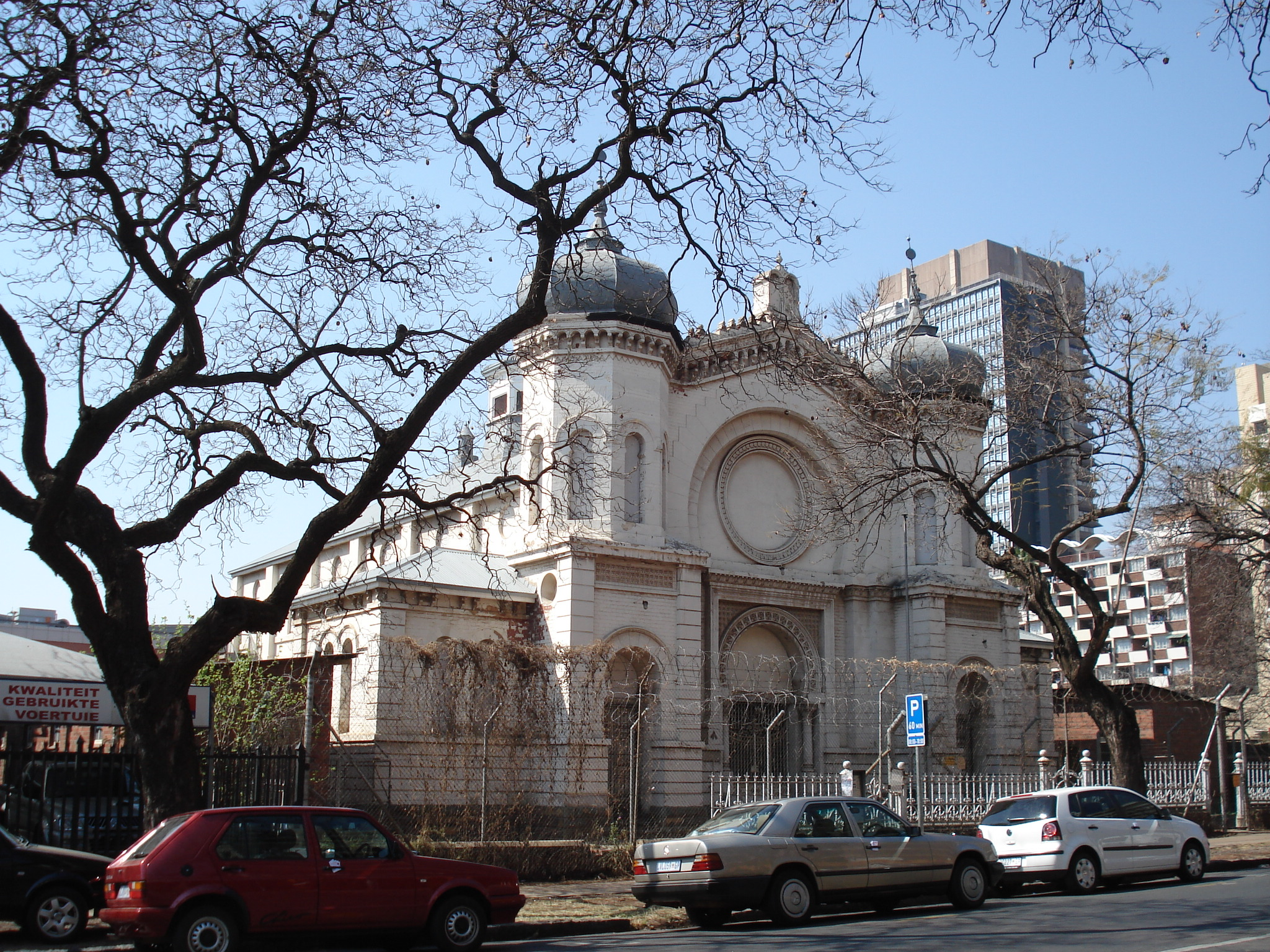

بدأ تاريخ اليهود في جنوب إفريقيا تحت حكم الإمبراطورية البريطانية، وكان تابعًا لنمط عام تزايد فيه الاستيطان الأوروبي في القرن التاسع عشر. كانت الأنماط المبكرة في التاريخ اليهودي في جنوب إفريقيا مطابقةً تقريبًا لتاريخهم في الولايات المتحدة الأمريكية ولكن على نطاق أصغر كثيرًا، يشمل ذلك فترة الاكتشاف المبكرة والاستيطان من القرن السابع عشر إلى أوائل القرن التاسع عشر. تضاف المجتمع اليهودي عشرة أضعاف بين عام 1880 وعام 1914، إذ نما من 4 آلاف يهودي إلى 40 ألفًا.
كان اليهود أداةً لتعزيز وتقوية العلاقات الدبلوماسية العسكرية بين إسرائيل وجنوب إفريقيا. يختلف المجتمع اليهودي في جنوب إفريقيا عن المجتمعات اليهودية في البلدان الإفريقية الأخرى، فمعظم يهود جنوب إفريقيا استقروا فيها، أما يهود البلدان الأخرى فهاجر معظمهم إلى إسرائيل. كان كثيرٌ من اليهود المهاجرين المحتملين أميَل إلى اختيار وجهة لهجرتهم تكون شائعة بين أهل جنوب إفريقيا، مثل أستراليا.

## التاريخ

### الاستكشاف البرتغالي
بدأ التاريخ اليهودي الحديث في جنوب إفريقيا بدايةً غير مباشرة قُبيل اكتشاف رأس الرجاء الصالح، بمشاركة بعض المستكشفين ورسّامي الخرائط في الاستكشاف البرتغالي في الطريق البحري إلى الهند. ساعد رسّامو الخرائط اليهود في البرتغال، الذين كانوا أعضاءً في الطبقات الغنية والنافذة، بارتولوميو دياس وفاسكو دا غاما اللذين أبحرا حول رأس الرجاء الصالح أول مرة في عام 1488 وعام 1497. ظلّ يهود البرتغال المتعمّدون أحرارًا إلى حين إنشاء محاكم التفتيش البرتغالية عام 1536.

### الاستيطان الألماني
في عام 1652، بدأت شركة شرق الهند الألمانية أول استيطان أوروبي دائم في جنوب إفريقيا تحت إدارة جان فان ريبيك. وظهرت نظرية تقول إن «عددًا من اليهود غير المعلنين لدينهم» كان بين أول مستوطني كيب تاون. لم تكن هجرة غير المسيحيين إلى مستوطنة كيب الألمانية مشجَّعة عمومًا حتى عام 1803.
كان من بين مدراء شركة شرق الهند الألمانية بعض اليهود، أداروا المستعمَرة 150 سنة في رأس الرجاء الصالح. في خلال القرن السابع عشر والجزء الأكبر من القرن الثامن عشر كان ممنوعًا أن يمارَس أيّ دينٍ في العلن إلا دين الدولة، ولكن في الخامس والعشرين من يوليو عام 1804، أسس المفوض العام الألماني جاكوب أبراهام دو ميست، في إعلان ألغى أحكامه الاستعمار الإنكليزي عام 1806 ولم يعُد إلى العمل حتى عام 1820، أسّس للمساواة الدينية بين كل الناس، بغض النظر عن العقيدة.

### من عشرينيات القرن التاسع عشر إلى ثمانينياته
لم تصل أعداد كبيرة من اليهود إلى كيب تاون قبل عشرينيات القرن التاسع عشر. تأسس أول كنيس في جنوب إفريقيا، وسُمّي غاردنز شو، في كيب تاون في سبتمبر عام 1841، وعُقدت الصلاة الأولى في ليلة يوم كيبور (يوم الغفران) في بيت المستوطن ورجل الأعمال اليهودي بنجامن نوردن عام الذي استوطن البلد عام 1820، ويقع بيته في زاوية شارعي ولتفردن وهوف. كان بنجامن نوردن وسيمون ماركس ومجموعة من اليهود الآخرين الذين وصلوا في أوائل عشرينيات القرن التاسع عشر وثلاثينياته روّادًا تجاريين، لا سيما الإخوة موسنثال: يوليوس وأدولف وجيمس موسنثال، الذين أنشؤوا مصنع صوفٍ ضخمًا. بدأ عملهم بذهابهم إلى آسيا ومجيئهم مع 30 من ماعز الأنغورا عام 1856، فأصبحوا منشئي صناعة المخير. كان آرون ودانييل دو باس أول من فتحا ناماكالاند، وكانا بين عامي 1849 و1886 أهم ملّاك السفن في كيب تاون، ورائدين في مجال الملاحة وصيد الأسماك والحيتان. كان اليهود من أول من عمل في تربية النعام ولعبوا دورًا في أول أيام صناعة الألماس. لعب اليهود أيضًا دورًا في السياسات الإفريقية الجنوبية المبكرة. قُتل الكابتن جوشوا نوردن برصاصة في الرأس في ماونتد برغرز في حرب كوسيون عام 1846، وحارب الملازم إلياس دو باس في حرب كوسيون عام 1849. كان يوليوس موسنثال (1818–1880)، أخو الشاعر إس. موسنثال الفييني، عضوًا في برلمان كيب في خمسينيات القرن التاسع عشر. قدّم سيمون جاكوبس (1832–1883) الذي كان قاضيًا في محكمة رأس الرجاء الصالح، بصفته المدعي العام في مستعمرة كيب، مشروع قانون الحكومة المسؤولة في مستعمرة كيب ومشروع القانون الطوعي عام 1872 وعمل على إقرارهما، وكان هذا الأخير يقضي بإلغاء دعم الحكومة للكنيسة الأنغليكانية، وقد دافع عن المشروعين سول سولومون عقودًا طويلة، وهو ممثل مدينة كيب تاون. سُمّي سول سولومون (ولد في 25 مايو عام 1817، وتوفي في 16 أكتوبر عام 1892)، وهو رئيس الحزب الليبرالي في مستعمرة كيب، «كيب ديسرائيلي». ودُعي سول إلى أول حكومة مسؤولة أسسها السير جون مولتينو، ورفض رئاسة الوزراء نفسها عدة مرات. ترك سول مثل ديسرائيلي مبكّرًا صفوف اليهودية. وفي الوقت نفسه، واجه اليهود عداءً كبيرًا ضدّهم. ومع أن حرية العبادة مُنحت لكل السكان في عام 1870، فإن دستور عام 1894 المراجَع حرَم اليهود والكاثوليك من الالمناصب العسكرية، ومن منصب الرئيس ووزير الخارجية والقضاء، ومن العضوية في البرلمان الأول والثاني، ومن الإشراف على الثروات المحلية والمناجم. هذه المناصب كانت مقتصرة على من كان عمره أكبر من قلاقين عامًا وكان له أملاك دائمة وتاريخ طويل من الاستيطان. لم يدم وجود الدول البويرية إلا بين عامي 1857 و1902، وكان من نتائج هذا أن كثيرًا من السكان ذوي الأصل البويري كانوا ممنوعين من تقلد المناصب العليا في الحكومة. كل التعليمات كانت تعطى بروح مسيحية وبروتستانتية، وكان المعلمون اليهود والكاثوليكيون مستثنين من المدارس التي تدعمها الحكومة. قبل الحرب البويرية (1899–1902) كان اليهود عادةً يعرَفون بأنهم أجانب، ويستبعَدون من الحياة الجنوبية الإفريقية السائدة.
ولكن عددًا صغيرًا من اليهود استوطنوا بين السكان البيض الريفيين الذين يتكلمون اللغة الأفريقانية، وعدّوا أنفسهم منهم، سُمّي هؤلاء فيما بعد اليهود البويريين. أُقِرّ قانون يسمح بالزواج بين اليهود وغيرهم وحاز قبولًا عامًّا.
جذبت حمى الذهب الجنوبية الإفريقية التي حدثت بعد عام 1886، يهودًا كثيرين. في عام 1880، كان عدد اليهود في جنوب إفريقيا نحو 4 آلاف يهودي، وبلغ في عام 1914 أكثر من 40 ألفًا. جاء كثير منهم من ليتوانيا حتّى سمّاهم بعض الناس مستعمرة ليتوانيا، وسُمّيت جوهانسبرغ نفسها أحيانًا «جوزبرغ»، نسبة لليهود.

### الحرب البويرية الإنكليزية الثانية: 1899–1902
حارب اليهود مع الجانبين في الحرب البويرية الثانية (1899–1902). شارك جنود من اليهود في بعض أهم المعارك في أعوام الحرب البويرية الثلاثة، مثل حادث غن هيل قبل حصار ليديسميث. حارب نحو 2800 يهوديًّا على الجانب البريطاني وعدّ مراقب لندن 125 قتيلًا منهم. (الموسوعة اليهودية)
خدم نحو 300 يهوديًّا مع البويريين في حرب البوير الثانية وكانوا يسمون
اليهود البويريين: جُنّد بعضهم ممن كانت معه حقوق الجنسية مع المواطنين العاديين، وتطوّع بعضهم في الجيش. حارب اليهود تحت علم البويريين رباعي الألوان في كثير من المعارك الكبرى والاشتباكات وفي مرحلة حرب العصابات من الحرب، وقُتل منهم اثنا عشر. أُسِر نحو 80 منهم وسُجنوا في معسكرات الاعتقال البريطانية في جنوب إفريقيا. أُرسل بعض هؤلاء الأسرى إلى سانت هيلينا، وبرمودا وسيلون، إذ نفتهم إلى هنالك السلطات البريطانية. ظلّ بعض اليهود بين المناضلين الذين حاربوا من أجل القضية البويرية حتى بعد أن اتضح أنها خسرت.